# Brain’s Base
A Brain’s Base (ブレインズ･ベース; Bureinzu Bészu; Hepburn: Bureinzu Bēsu), vagy a logó tipográfiája szerint Brains·Base egy japán animációsfilm-stúdió, amelyet 1996-ban alapított a korábbi Tokyo Movie Shinshából (ma TMS Entertainment) kilépő Ozava Kazumicu producer. Ismertebb munkái közé tartoznak a Kamichu – Az iskolás istennő, a Baccano!, a Kurenai, az Ókami to kósinrjó, a Durarara!! és a Blood Lad animesorozatok.

## Munkái

### Televíziós animesorozatok
- Daigunder (2002)
- Pluster World (2003)
- Kamichu – Az iskolás istennő (2005)
- Gunparade Orchestra (2005)
- Innocent Venus (2006)
- Kisin Taiszen Gigantic Formula (2007)
- Baccano! (2007)
- Kurenai (2008)
- Nacume júdzsincsó (2008)
- Zoku Nacume júdzsincsó (2009)
- Akikan! (2009)
- Ókami to kósinrjó II (2009)
- Durarara!! (2010)
- Kuragehime (2010)
- Dororon Enma-kun Meeramera (2011)
- Kamiszama Dolls (2011)
- Mavaru Penguindrum (2011)
- Nacume júdzsincsó szan (2011)
- Nacume júdzsincsó si (2012)
- Szengoku Collection (2012)
- Tonari no kaibucu-kun (2012)
- Ixion Saga DT (2012)
- Amnesia (2013)
- Jahari ore no szeisun rabu kome va macsigatteiru. (2013)
- Blood Lad (2013)
- Brothers Conflict (2013)
- D-Frag! (2014)
- Bokura va minna Kavai-só (2014)
- Issúkan Friends (2014)
- Kamigami no aszobi (2014)

### OVA-k
- Sin Getter Robo Armageddon (1998)
- Sin Getter Robo vs Neo Getter Robo (2000)
- Mazinkaiser (2001)
- Mazinkaiser vs the Great General of Darkness (2003)
- New Getter Robo (2004)
- Super Robot Wars Original Generation: The Animation (2005)
- Kikósi Enma (2006–2007)
- Kimi ga nozomu eien: Next Season (2007)
- Ókami to kósinrjó II (2009)
- Denpa teki na kanodzso (2009)
- Kurenai (2010)
- Sidzsó szaikjó no desi kenicsi (2012)
- Anszacu kjósicu (2013)

### Film
- A szentjánosbogarak fényének erdeje (Hotarubi no mori e) (2011)

### Koprodukciók
- D.Gray-man (2007–2008)
- Night Wizard: The Animation (2007)
- Dzsjú ó szei
- Ouran High School Host Club (2006)
- Ghost Slayers Ajasi (2006)
- Soul Eater (2008)

## Külső hivatkozások
- brainsbase.co.jp – A Brain’s Base hivatalos weboldala (japánul)
- Brain’s Base  az Anime News Network enciklopédiájában (angolul)